# ファイヤー原田
ファイヤー原田（ファイヤーはらだ、1974年8月14日 - ）は、埼玉県出身の元キックボクサー。Neo Fire会長、ファイヤー高田馬場ジム（J-NETWORK系列）元会長。元J-NETWORKライト級1位、第14回全日本空手道選手権大会軽中量級K-2トーナメント優勝、J-NETWORK 2009年度最優秀選手賞受賞。
現役時代はキックボクシング界にて絶大な人気を誇り、情熱的なパフォーマンスで観客を沸かす事から「炎のカリスマ」と評されていた。
弟子はキックボクサーである工藤red玲央。

## 人物
- リングネーム「ファイヤー」の由来は「情熱」で、イメージカラーは赤。自身と観客が一体となって熱くなる「One for All, All for One」が信条であり、格闘技の前にまず「人」を重きに置き、格闘技を通じた交流の普及に努めている。
- 社交的な人物とされているが、幼少期は友人付き合いが苦手で、いじめに遭っていたり、引きこもりも経験した事があり、大学は進学直後に中退するなど不遇の人生を送っていた[14][15]。しかし格闘技と出会ったことで自ら前に出て突破口を開き、打開し、人生を変えた人物として知られている[14][15]。
- ファイトスタイルはアグレッシブなパンチャーであり、試合では情熱を剥き出しにして形振り構わずにひたすら突進し、気迫で対戦相手を圧倒する[5][16][17]。非常に打たれ強く、試合中に歯が折れたり、肋骨を骨折したり、肺に穴が空く重傷でも試合を続行する[18][19][20]。試合勝利後はオリジナルダンス「ファイヤーダンス」をリング上で披露し[2]、キックボクシング界で強い人気がある[5]。その一方、格闘家の中でも非常に礼儀正しく謙虚であり、誠実な性格をしており、報道機関も原田について謙虚な人柄を持つ人物と評価している[20][21]。情緒豊かな性格で、感情をストレートに表現することが多く、取材では号泣することが多い。記者会見ではユニークなコメントも交えているが、対戦相手に対して挑発行為などを行うことは一切なく、一貫して礼儀を貫いている。
- キックボクサー活動前は人付き合いが苦手とされていたが、キックボクシングにより自身を変え、様々な人々との交流により仲間が増え、現在では弟子の工藤red玲央や引退セレモニーに参加した石川直生や梶原龍児など原田の人柄や人情を慕う者が多く、Neo Fire（キックボクシングジム）にて会長を務める。原田に対して石川は「気迫のある選手」という趣旨の評価をしており[16]、才賀紀左衛門は原田のパンチを評価し、人間性が良い事も評価している[17][22]。

- 弟子の工藤とは長年の師弟関係であり、工藤は2009年にテレビで観た原田に憧れてファイヤー高田馬場ジムに入門[9][10]。工藤は原田同様にまっすぐ突進するアグレッシブなファイトスタイルであり[5][9][10][11][16][17]、原田は長年に渡って工藤のトレーナーを担当した。工藤に基礎の重要さを説き、アマチュア大会に多く出場させることで基礎を築かせ、「チケットを買って観に来てくれる人を大事にしろ」と客の大切さや感謝を教え続けた[10]。工藤は原田について「K-1のファイヤー原田の試合をテレビで見て、熱さに憧れて ファイヤー高田馬場ジムに入りました。ファイヤーさんは正直技術面では上手い選手ではないのですが、情熱や人間性、思いやりは誰よりも一流の選手です。そんなところに強く惹かれました。アマチュアでたくさん経験を積んでから、プロにもならせてもらいました。感謝する気持ちを持つ ということを教えて頂きました。最高の経験ができたと思います」と語っている[12]。工藤は2021年4月4日に原田の信念を「ファイヤー魂」と名付け、師匠である原田の魂を継承する決意を表明した[9][10][13]。
- プロレスとザ・グレート・サスケのファンであり、2010年4月にサスケから応援メッセージビデオを受け取り、原田はこのビデオを観て号泣した[23][24]。
- K-1デビュー戦の対戦相手は才賀紀左衛門。

### 指導法
- 弟子や生徒への指導法は現役時代の派手な情熱的パフォーマンスとは対照的であり、派手さや精神論ではなく堅実さや基礎などの合理性を重視している[9][10]。基礎練習を徹底させ、プロ志望者にはアマチュア大会に多く参加させることで念入りな準備を行わせ、しっかりとした土台や基盤を整えさせる[9][10]。

## 経歴
幼少期は友人付き合いが苦手で、いじめに遭っていたり、引きこもりも経験した事があり、大学は進学直後に中退。原田は当時の自身を「今日死のうか、明日死のうかと思っているような人間」と振り返っている。しかしレグルス池袋（J-NETWORK系列キックボクシングジム）と出会ったことで転機が訪れ、精神的な強さを学ぶ事や人々との交流のために一念発起してジムに入会し、27歳で格闘家人生を歩み出し、原田の人生はここから急激に変わっていくことになる。その後、格闘技を通じて精神力を向上させ、人脈を築く。
2003年5月3日開催の第14回全日本空手道選手権大会軽中量級K-2トーナメントにて優勝し、10月19日にレグルス池袋より29歳でプロデビュー。
2006年6月25日開催の『R.I.S.E. FLASH to CRUSH TOURNAMENT '06』にて水谷秀樹と対戦し、前歯を6本折りながらも試合を続行した。
その後にレグルス池袋を退所し、2008年4月20日に東京都新宿区にてファイヤー高田馬場ジム（J-NETWORK系列）を設立し、会長に就任。
2009年3月14日開催の『Krush.2』にて岩切博史と対戦し、延長Rで口内出血によるドクターストップとなるが、大会を観戦していた谷川貞治は原田を高評価した。8月14日の35歳の誕生日に『Krush ライト級グランプリ2009』に出場し、同年にJ-NETWORK 2009年度 最優秀選手賞を受賞。
2010年4月にプロレスラーであるザ・グレート・サスケから応援メッセージビデオを受け取り、原田はこのビデオを観て号泣した。
2010年5月2日開催の『K-1 WORLD MAX 2010 〜-63kg Japan Tournament 1st Round〜』にてK-1デビューしたことで世の中に知名度が広がる。才賀紀左衛門と対戦するが、試合後に肋骨骨折と肺に穴が空く重傷となり入院。10月3日に『K-1 WORLD MAX 2010 FINAL16』（韓国）にてキム・テファンと対戦し、初の外国人選手との対戦となった。
2011年2月20日開催のJ-NETWORKメインイベントにて川井りん太郎と対戦。8月21日開催の『J-NETWORK ライト級 タイトルマッチ』（初タイトルマッチ）にて黒田アキヒロと対戦し、試合後に現役引退を発表し、キックボクシングへの感謝のコメントを残した。10月16日に開催された引退セレモニーでは石川直生や梶原龍児などが参加した。
2012年にドキュメンタリー番組『J－KICKスペシャル ファイヤー原田伝説』がスカイAにて放送された。
引退後は2017年まで弟子である工藤red玲央のトレーナーを担当した。後に原田がファイヤー高田馬場ジムを退所し、ファイヤー高田馬場ジムのジャスティ高田馬場ジムへの移転・変更に伴い、工藤はTEAM TEPPENに移籍。
その後に原田が新ジムを設立する事になり、工藤も準備を手伝うようになる。2018年2月9日に東京都板橋区にて新ジムであるNeo Fireを設立し、会長に就任。工藤は設立後もNeo Fireを訪問するなど師弟としての交流が続いている。
2021年4月4日に工藤は原田の信念を「ファイヤー魂」と名付け、師匠である原田の魂を継承する決意を表明した。

## 戦績
| キックボクシング 戦績 | キックボクシング 戦績 | キックボクシング 戦績 | キックボクシング 戦績 | キックボクシング 戦績 | キックボクシング 戦績 | キックボクシング 戦績 |
| --------------------- | --------------------- | --------------------- | --------------------- | --------------------- | --------------------- | --------------------- |
| 31 試合               | (T)KO                 | 判定                  | その他                | 引き分け              | 無効試合              |                       |
| 13 勝                 | 7                     | 6                     | 0                     | 3                     | 0                     |                       |
| 15 敗                 | 8                     | 7                     | 0                     | 3                     | 0                     |                       |

| 勝敗 | 対戦相手       | 試合結果                                          | 大会名 | 開催年月日     |
| ×    | 黒田アキヒロ   | 3R 1:42 KO（左ローキック）                        | J-NETWORK『TIME to CHANGE the KICK by J-SPIRIT 4th』 J-NETWORKライト級タイトルマッチ                                                      | 2011年8月21日  |
| ○    | 川井りん太郎   | 3R 2:59 KO（右ハイキック）                        | J-NETWORK『TIME to CHANGE the KICK by J-SPIRIT 1st』                                                                                      | 2011年2月20日  |
| ×    | キム・テファン | 1R 2:59 KO（3ダウン、右ローキック）               | 『K-1 WORLD MAX 2010 IN SEOUL -70kg World Championship Tournament FINAL16』                                                               | 2010年10月3日  |
| ×    | 才賀紀左衛門   | 3R 判定0-3                                        | 『K-1 WORLD MAX 2010 〜-63kg Japan Tournament 1st Round〜』 1回戦                                                                         | 2010年5月2日   |
| ×    | 青津潤平       | 3R 判定0-3                                        | J-NETWORK『FORCE for the TRUTH of J 1ST』                                                                                                 | 2010年2月21日  |
| ○    | 川崎亮         | 1R 2:05 KO（右フック）                            | J-NETWORK『GET REAL in J-WORLD FINAL 〜Invading 尚武会〜』                                                                                | 2009年11月27日 |
| ×    | 前田尚紀       | 1R 1:55 KO（2ノックダウン、右フック）             | 全日本キックボクシング連盟『Krushライト級グランプリ2009 〜開幕戦 Round.2〜』 1回戦                                                        | 2009年8月14日  |
| ○    | 正巳           | 1R 1:15 KO（3ノックダウン、右フック）             | 全日本キックボクシング連盟『Krush.3』 | 2009年5月17日  |
| ×    | 岩切博史       | 3R 延長R 0:45 TKO（ドクターストップ、口内カット） | 全日本キックボクシング連盟『Krush.2』 | 2009年3月14日  |
| ○    | 塚原光斗       | 3R 判定2-0                                        | J-NETWORK『GET REAL in J-WORLD 1ST』 | 2009年2月1日   |
| ×    | 青津潤平       | 3R 0:50 TKO（ドクターストップ、カット）           | J-NETWORK『J-FIGHT in SHINJUKU 〜vol.4〜』                                                                                                | 2008年7月21日  |
| ×    | 裕樹           | 1R 1:42 KO（右ローキック）                        | 『R.I.S.E. 46 〜THE KING OF GLADIATORs '08〜』 60kg CHAMPION MATCH（タイトル挑戦者決定戦）                                                | 2008年5月11日  |
| ○    | オノリュウ     | 3R 0:58 TKO（ドクターストップ、左目負傷）         | 『R.I.S.E.-γ- "R.O.C"』 タイトルセレクションマッチ                                                                                        | 2008年2月22日  |
| ×    | 石川直生       | 2R 2:41 KO（3ノックダウン、右ハイキック）         | 全日本キックボクシング連盟『New Year Kick Festival 2008』                                                                                 | 2008年1月4日   |
| ×    | 梶原龍児       | 3R 延長R 判定1-2                                  | 全日本キックボクシング連盟『「浪漫」Kick Return Kickboxer of the best 60 Tournament 〜決勝戦〜』 Kick Returnトーナメント リザーブファイト | 2007年10月25日 |
| ×    | 安東辰也       | 3R 判定0-2                                        | J-NETWORK『Championship Tour of J 2nd』 J-NETWORKライト級王座決定トーナメント 1回戦                                                       | 2007年9月16日  |
| ×    | 末広智明       | 3R 1:39 KO（2ダウン、膝蹴り）                     | 『R.I.S.E. FLASH to CRUSH TOURNAMENT '07』 FLASH to CRUSH TOURNAMENT '07 1回戦                                                            | 2007年6月17日  |
| ○    | 細野岳範       | 3R 判定3-0                                        | J-NETWORK『The Starting Point of J 2nd』                                                                                                  | 2007年3月21日  |
| ○    | 道浦義和       | 2R TKO（ドクターストップ、額カット）              | J-NETWORK『The Starting Point of J』 | 2007年1月8日   |
| ○    | 濱島康大       | 3R 延長R 判定3-0                                  | J-NETWORK『MACH GO! GO! '06 〜フライ級最強決定トーナメント準決勝〜』                                                                      | 2006年10月1日  |
| ×    | 水谷秀樹       | 3R 判定0-3                                        | 『R.I.S.E. FLASH to CRUSH TOURNAMENT '06』 FLASH to CRUSH TOURNAMENT '06 1回戦                                                            | 2006年6月25日  |
| ○    | KAWASAKI       | 3R 判定2-0                                        | 『R.I.S.E. XXV』 | 2006年4月30日  |
| △    | 宿波明         | 3R 判定1-0                                        | J-NETWORK『GO! GO! J-NET '05 〜STAYING ALIVE〜』                                                                                          | 2005年11月6日  |
| ×    | 凱斗亮羽       | 3R 判定0-3                                        | J-NETWORK『GO! GO! J-NET '05 〜MACH 55 決勝〜』                                                                                           | 2005年7月31日  |
| ○    | 藤井徹         | 2R 2:27 KO（右フック）                            | 全日本キックボクシング連盟『EVOLUTION』                                                                                                   | 2005年6月12日  |
| ×    | 梶原龍児       | 3R 延長R 判定0-3                                  | J-NETWORK『J-FIGHT 3』 ライト級新人王決定トーナメント 1回戦                                                                               | 2005年4月10日  |
| ○    | 安川文健       | 1R 1:32 KO（タオル投入）                          | J-NETWORK『GO! GO! J-NET '05 〜MACH 55 1st 開幕戦〜』                                                                                     | 2005年3月2日   |
| ○    | 田中信二       | 3R 判定3-0                                        | J-NETWORK『J-FIGHT 2』 | 2004年10月17日 |
| △    | 皆川顕         | 3R 判定1-0                                        | J-NETWORK『Kick Squad 4』 | 2004年7月25日  |
| ○    | 安川文健       | 3R 判定3-0                                        | J-NETWORK『Kick Squad 2』 | 2004年3月28日  |
| △    | 村山トモキ     | 3R 判定1-0                                        | J-NETWORK『Through The Fire』 | 2003年10月19日 |

## 出演

### 映像

#### ドキュメンタリー
- J－KICKスペシャル ファイヤー原田伝説（2012年、スカイA）